# Parafia św. Marii Magdaleny w Strzelnie
Parafia św. Marii Magdaleny w Strzelnie – parafia rzymskokatolicka, znajdująca się w archidiecezji gdańskiej, w dekanacie Puck.